# Pygocentrus
Pygocentrus – rodzaj ryb z rodziny piraniowatych (Serrasalmidae). Występują w Ameryce Południowej.

## Klasyfikacja
Gatunki zaliczane do tego rodzaju:
- Pygocentrus cariba
- Pygocentrus nattereri – pirania Natterera[3], pirania czarnoogonowa[3], pirania czerwona[4]
- Pygocentrus palometa
- Pygocentrus piraya – pirania[5]

Gatunkiem typowym jest Serrasalmus piraya (P. piraya).

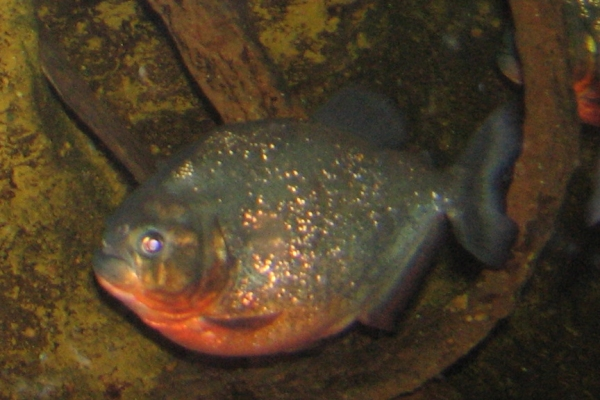
Pygocentrus cariba
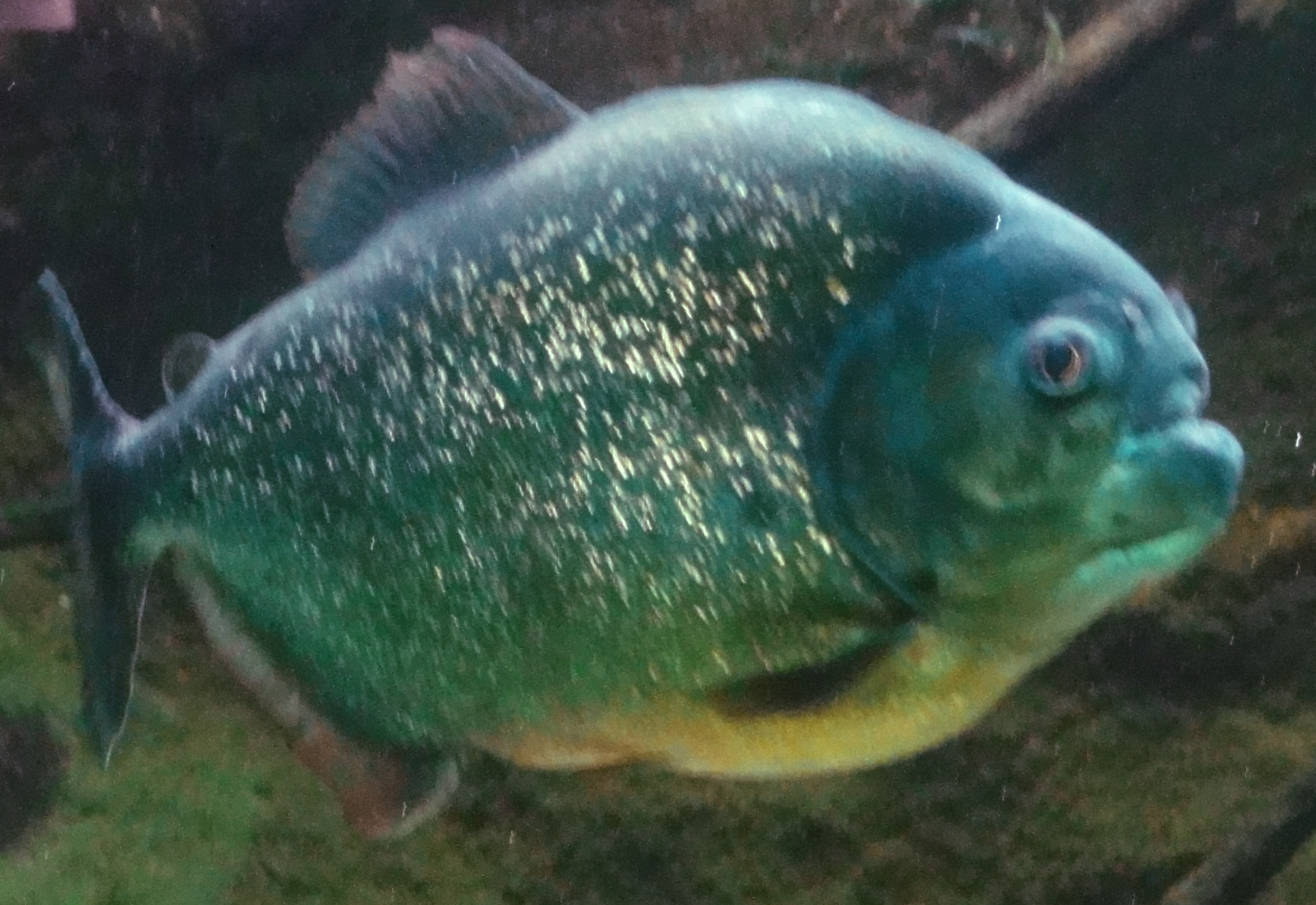
Pygocentrus piraya